# Real War
Real War est un jeu vidéo de stratégie en temps réel développé par Rival Interactive et publié par Simon and Schuster en 2001 sur PC. Le jeu retrace un conflit entre l'armée des États-Unis et une coalition d'organisations terroristes et d'états voyoux, l'Independant Liberation Army. Il est basé sur un programme d'entrainement développé par Rival Interactive pour le Joint Chiefs of Staff auquel le studio a notamment ajouté des unités en 3D et un système de gestion des ressources et des infrastructures et retiré certaines des fonctionnalités de commandes et de contrôle. En solo, le jeu propose deux campagnes – une pour les États-Unis et une pour l'Independant Liberation Army – composée chacune d'une douzaine de missions. Il propose également  un mode multijoueur en réseau local ou sur Internet. 
Le jeu bénéficie d'une extension, baptisée Real War : Rogue States et publiée par Simon and Schuster en 2002 sous forme de stand-alone. Celle-ci inclut notamment de nouvelles campagnes, de nouvelles unités, de nouvelles commandes et un mode coopératif pour le multijoueur.

## Accueil

### Real War
| Real War                |      |       |
| Média                   | Pays | Notes |
| Computer Games Magazine | GB   | 2/5   |
| Computer Gaming World   | US   | 2/5   |
| Gamekult                | FR   | 2/10  |
| GameSpot                | US   | 37 %  |
| Gen4                    | FR   | 6/20  |
| Jeuxvideo.com           | FR   | 12/20 |
| PC Gamer UK             | GB   | 78 %  |

### Real War: Rogue States
| Real War: Rogue States  |      |       |
| Média                   | Pays | Notes |
| Computer Games Magazine | GB   | 2/5   |
| Computer Gaming World   | US   | 2.5/5 |
| GameSpot                | US   | 46 %  |
| PC Gamer UK             | GB   | 60 %  |
| PC Gamer US             | US   | 29 %  |